# Pietro Labriola
Pietro Labriola (Altamura, 1º ottobre 1967) è un dirigente d'azienda italiano.
È amministratore delegato e direttore generale del Gruppo TIM dal 21 gennaio 2022.

## Formazione e inizio carriera
Pietro Labriola ha conseguito la laurea in Economia e Commercio presso l’Università di Bari e successivamente un Master in Gestione dell’Innovazione e delle Tecnologie presso Tecnopolis, Parco Scientifico Tecnologico di Bari.
Labriola si inserisce nel settore delle TLC sin dai suoi esordi in carriera: dal 1993 al 1994 ha lavorato come assistente dell’amministratore delegato di France Telecom presso la sede di Milano.
Nel 1995 ha assunto il ruolo di responsabile Marketing di Cable & Wireless Italia, mentre nel 1996 è entrato in Infostrada S.p.A., in qualità di Responsabile del Business Development, dove è ritornato nel 1998 ricoprendo l’incarico di Direttore Marketing, dopo un’esperienza di un anno nella società di consulenza Boston Consulting Group.

## La carriera in Telecom Italia
Pietro Labriola è entrato in Telecom Italia nel 2001, ricoprendo diversi incarichi di crescente responsabilità. Dopo il suo ingresso in qualità di Responsabile Marketing del Fisso è stato nominato Direttore Marketing per i Servizi Fisso e Mobile nel 2005 e Amministratore Delegato di Matrix l’anno successivo, Responsabile di Domestic Fixed Services nel 2007 e Direttore della Business Unit per il segmento aziende per i servizi di telefonia fissa, mobile e ICT nel 2009. 
Nel 2013 ha assunto la responsabilità della funzione Business Transformation & Quality. Dal 2015 ha guidato TIM in Brasile prima in qualità chief operating officer e dal 2019 come amministratore delegato, supportandone la crescita e consolidando il percorso di sviluppo anche grazie all’acquisizione di Oi, la terza più grande società di telecomunicazioni in America Latina, e delle licenze 5G. Nel corso del suo incarico ha inoltre dato impulso ad attività che promuovono l’inclusione, come il progetto “Mulheres Positivas” per lo sviluppo personale e professionale delle donne attraverso formazione, corsi e offerte di lavoro.
Dal 21 gennaio 2022 è amministratore delegato del Gruppo TIM, dopo la sua nomina a direttore generale del 26 novembre 2021. Tra le iniziative realizzate anche progetti sul tema del Gender Gap, inseriti nella campagna “La Parità Non Può Aspettare”, quali l’app “Women Plus” per la valorizzazione delle professionalità femminili, iniziativa promossa insieme a Women at Business e patrocinata dalla Commissione Europea, e la collaborazione con l’associazione DonneXStrada per rendere i negozi TIM anche luoghi di prima assistenza (“Punti Viola”) per la violenza di genere.
A marzo 2024 presenta il Piano Industriale 2024-2026, che prosegue il percorso di trasformazione avviato con i due Piani del biennio precedente, portando avanti il progetto di separazione dell’infrastruttura di rete fissa, con cui TIM si propone di abbattere il debito e recuperare competitività, anche grazie all’attesa riduzione di vincoli regolatori.
Nel mese di aprile 2024, l’assemblea degli azionisti di TIM ha eletto il nuovo Consiglio di Amministrazione che ha confermato Pietro Labriola nel ruolo di Amministratore Delegato per un secondo mandato.

## Altri incarichi
- Pietro Labriola è membro del board di GSMA (l'associazione che riunisce gli operatori di rete mobile di tutto il mondo), ruolo nel quale ha portato avanti il tema del fair share in ambito TLC, ovvero un’equa contribuzione da parte dei grandi fornitori di servizi internet per i costi attribuibili al traffico dati che generano[17][18]
- È inoltre membro del board del Consiglio Generale di Confindustria[19]
- Da aprile 2024 è membro del Comitato di sostenibilità di TIM[16]
- Da maggio 2024 ha la Delega per la transizione digitale in Confindustria[20][21]
- È membro del CdA dell’Istituto Europeo di Oncologia[22]
- È Rappresentante TIM nel Consiglio Generale di Aspen Institute Italia[22]
- Da aprile 2025 è membro dell’Alto Consiglio della SPES Academy[23]
- A giugno 2025 è stato eletto dall’assemblea di Asstel - Assotelecomunicazioni come nuovo Presidente per il biennio 2025-2027. Prima di assumere questo incarico, ha ricoperto il ruolo di Vicepresidente dell’associazione[24].

## Riconoscimenti
- A dicembre 2020, in occasione della quinta edizione della “Galeria de Notáveis” di Money Report, è stato premiato per il contributo fornito nel settore “Innovazione”[25];
- Nel 2020 Aberimest, l’associazione brasiliana delle imprese del settore tlc, gli conferisce il riconoscimento di Uomo delle comunicazioni[26];
- Nel 2021 Forbes Brasil lo inserisce tra i migliori capi d’azienda del Paese[27];
- Nel 2021 il Ministero brasiliano delle Comunicazioni gli conferisce il premio Maresciallo Rondon[28];
- Nel 2021 Institutional Investor lo nomina Miglior CEO dell’America Latina nell’Area Technology, Media & Telecom[29];
- A novembre 2021 è stato premiato tra i “Migliori CEO nella Comunicazione con la Stampa”, riconoscimento conferitogli da Negócios da Comunicação e dal Cecom – Centro de Estudos da Comunicação[30];
- In occasione della consegna dei CEO Awards 2022, Forbes gli ha assegnato il premio dedicato alle Telco[31];
- Nel settembre del 2023 ha ricevuto da Institutional Investor il premio come 'Best Ceo - Small&Mid Cap'[32];
- Nel 2023 è stato insignito del “Rio Leaders Award” in Brasile da parte di Lide, l’associazione che riunisce imprenditori e dirigenti del Paese e di altre nazioni sudamericane[33];
- Nel 2024 ha ricevuto il premio come 'Best Ceo - Small&Mid Cap' da Institutional Investor[22]